# Heteropia
Heteropia é um gênero de esponja marinha da família Heteropiidae.

## Espécies
- Heteropia glomerosa (Bowerbank, 1873)
- Heteropia medioarticulata Hozawa, 1918
- Heteropia ramosa (Higgin in Carter, 1886)
- Heteropia rodgeri Lambe, 1900
- Heteropia striata Hozawa, 1916